# 明溪口镇
明溪口镇，是中华人民共和国湖南省怀化市沅陵县下辖的一个乡镇级行政单位。

## 行政区划
明溪口镇下辖以下地区：
桐木岭社区、张家山村、明溪口村、洞头村、王家坪村、高砌头村、黄秧坪社区村、陈家溪村、元耳坪村、乐怡溪村、铁路坪村、窝棚溪村、浪潮村、近岩溶村、大岩头村、胡家溪村、梓木坪村和东水溪村。